# Hongkongs herrlandslag i fotboll
Hongkongs herrlandslag i fotboll representerar den särskilda administrativa regionen Hongkong i fotboll. Förundet heter The Hong Kong Football Association Ltd. 
Hongkong spelade sin första landskamp den 20 april 1947, då man vann med 3–2 hemma mot Sydvietnam.  Hongkong har aldrig kvalificerat sig för VM men har deltagit i Asiatiska mästerskapet. Hongkong och senare Macao har fortsatt ha egna landslag sedan 1997 respektive 1999 när man blev delar av Kina som särskilda autonoma regioner.